# District Soesoemanski

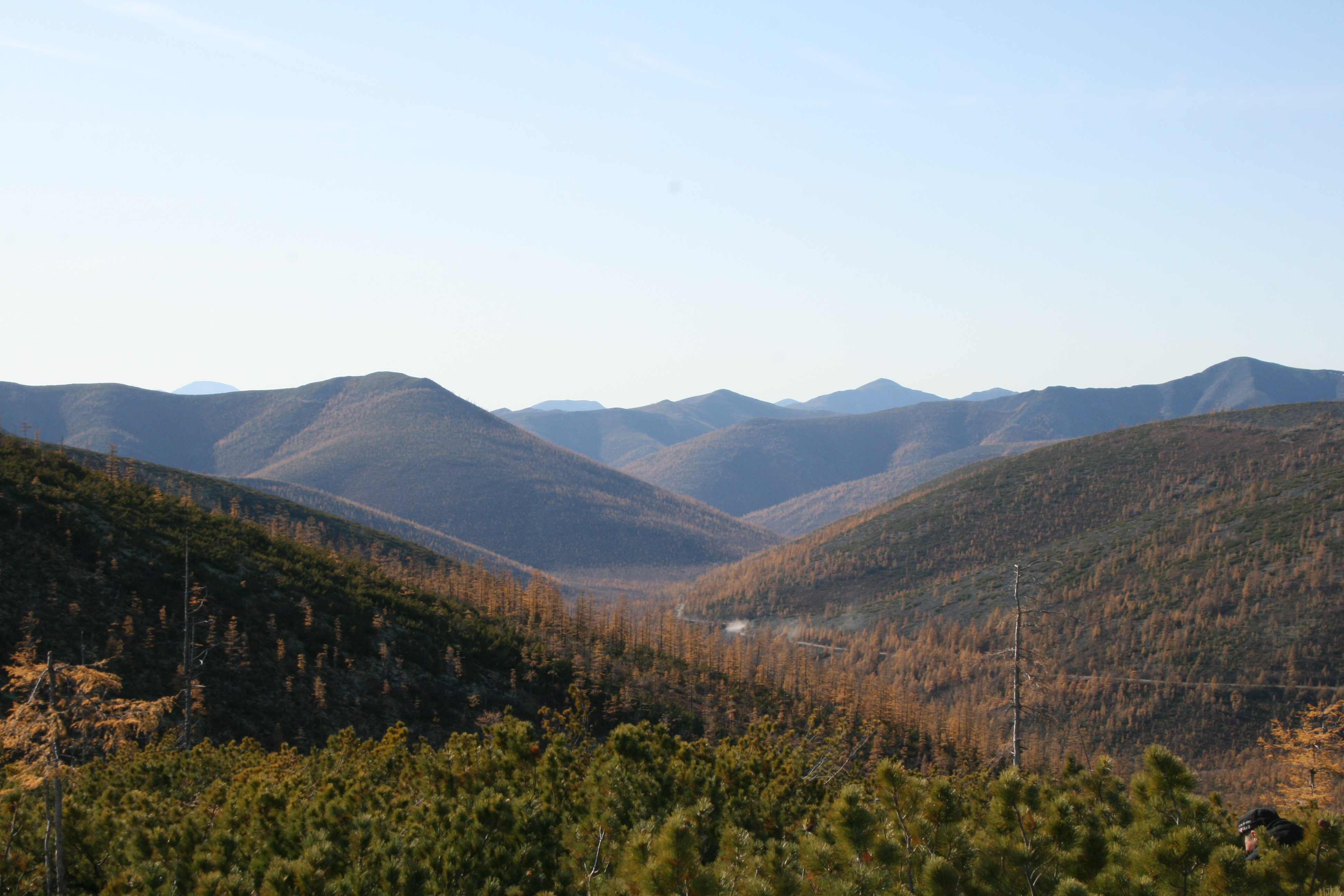
Landschap

Het district Soesoemanski (Russisch: Сусуманский район, Soesoemanski rajon) is een van de 8 gemeentelijke districten van de Russische oblast Magadan gelegen in het noordwesten ervan. Het bestuurlijk centrum is de stad Soesoeman, die op ongeveer 625 kilometer van Magadan ligt.
In het oosten grenst het district aan het district Srednekanski, in het zuiden aan de districten Jagodninski en Tenkinski, in het westen en noorden aan de autonome republiek Jakoetië.
Het district heeft de meeste mijnbouwindustrie van de oblast. Het belangrijkste bedrijf hierbij is de Soesoemanski GOK, die een goudbedding exploiteert. Ook de grootste steenkoolafzettingen van de oblast bevinden zich in het district. Deze worden gedolven middels dagbouw.
Het gebied ligt in de toendra- en bostoendrazones en wordt gekenmerkt door een sterk landklimaat met strenge lange winters (van oktober tot april).

## Demografie en plaatsen
Het bevolkingsaantal van het district nam tussen 1989 en 2002 af van 47.950 naar 14.022 (-70,8%). Het district kampt met een sterk teruglopend bevolkingsaantal als gevolg van een terugloop in de mijnbouw en het uiteenvallen van de Sovjet-Unie, waardoor de mijnbouw nog verder instortte. Het meest extreme voorbeeld is Kadyktsjan dat in 1989 nog 5.794 inwoners had. Na een mijnexplosie werd de enige steenkoolmijn van de plaats gesloten, waarop er geen werk meer was. In 2002 was het inwoneraantal teruggelopen tot 875 inwoners en een aantal jaren later was de plaats zo goed als verlaten.
In de onderstaande tabel staan de plaatsen van het district met -waar beschikbaar- het type en bevolkingsaantal bij de laatste 2 volkstellingen. Een aantal van de onderstaande plaatsen bestaat momenteel niet meer.
| Plaats         | Type | Inwoners | Inwoners | Inwoners |
| Plaats         | Type | 1989     | 2002     | 2008?    |
| -------------- | ---- | -------- | -------- | -------- |
| Adygalach      | pgt. | 289      |          | 0        |
| Arkagala       | p.   |          |          | 40       |
| Belitsjan      | pgt. | 1.285    | 32       | 0        |
| Boerkandja     | pgt. | 1.944    |          | 2        |
| Bolsjevik      | pgt. | 960      | 371      | 197      |
| Cholodny       | pgt. | 1.826    | 1.344    | 1.355    |
| Kadyktsjan     | pgt. | 5.794    | 875      | 150      |
| Kamenisty      | p.   |          |          | 0        |
| Kedrovy        | p.   |          |          | 150      |
| Maldjak        | p.   |          |          | 61       |
| Mjaoendzja     | pgt. | 5.090    | 2.131    | 1.766    |
| Neksikan       | pgt. | 1.752    |          | 0        |
| Oedarnik       | p.   |          |          | 65       |
| Oest-Chaktsjan | p.   |          |          | 33       |
| Sjiroki        | pgt. | 1.946    | 585      | 252      |
| Soesoeman      | stad | 16.818   | 7.833    | 7.092    |

Bestuurlijk centrum:Magadan

Soesoeman

Districten: Chasynski · Jagodninski · Olski · Omsoektsjanski · Severo-Evenski · Soesoemanski · Srednekanski · Tenkinski